# Egil Jacobsen
Egil Jacobsen (født 11. juni 1897, død 27. marts 1923) var en dansk skakspiller.
Han fik en del 5.-6.-plads ved Danmarksmesterskabet i Skak i Horsens 1915, hvor Johannes Giersing vandt, og en delt 9.10.-plads ved Nordisk mesterskab i skak i København i 1916, hvor Karl Berndtsson vandt. Han vandt Danmarksmesterskabet i Grenå i 1917 og København i 1922. Han fik en delt andenplads efter Erik Andersen i 1923.